# Буценко Вадим Анатолійович
Вадим Анатолійович Буценко (13 липня 1965, Новокузнецьк, Кемеровська область, СРСР — 15 травня 2010) — радянський хокеїст, захисник.

## Спортивна кар'єра
Вихованець новокузнецького «Металурга». Виступав за команди ШВСМ (Київ), «Сокіл» (Київ), «Металург» (Новокузнецьк), СКА (Новосибірськ) і «Кемерово». В сезоні 1984/85 київський клуб став бронзовим призером, що є найкращим досягненням в чемпіонаті СРСР. Вадим Буценко в тому турнірі провів три матчі. За шістнадцять років ігрової кар'єри провів понад 600 лігових матчів, у тому числі у вищій лізі СРСР, Міжнаціональній хокейні лізі і російській суперлізі — 169 (3+14). Надалі працював дитячим тренером СДЮШОР «Металлург» (Новокузнецьк).

## Статистика
Статистика виступів в елітних дивізіонах:
| Сезон        | Клуб                      | Ліга         | І   | Г | П  | О  | ШХ |
| ------------ | ------------------------- | ------------ | --- | - | -- | -- | -- |
| 1984-85      | «Сокіл» (Київ)            | СРСР         | 3   | 0 | 0  | 0  | 0  |
| 1992-93      | «Металург» (Новокузнецьк) | МХЛ          | 38  | 0 | 2  | 2  | 10 |
| 1993-94      | «Металург» (Новокузнецьк) | МХЛ          | 42  | 2 | 4  | 6  | 16 |
| 1994-95      | «Металург» (Новокузнецьк) | МХЛ          | 18  | 0 | 3  | 3  | 0  |
| 1995-96      | «Металург» (Новокузнецьк) | МХЛ          | 51  | 1 | 5  | 6  | 22 |
| 1996-97      | «Металург» (Новокузнецьк) | Росія        | 17  | 0 | 0  | 0  | 8  |
| Всього в Д-1 | Всього в Д-1              | Всього в Д-1 | 169 | 3 | 14 | 17 | 56 |